# Prismognathus subnitens
Prismognathus subnitens es una especie de coleóptero de la familia Lucanidae.

## Distribución geográfica
Habita en Darjeeling (India).